# Jean-Joseph Fiocco
Jean-Joseph Fiocco   (àrea metropolitana de Brussel·les, 15 de desembre de 1686 - àrea metropolitana de Brussel·les, 30 de març de 1746) fou un músic, organista i compositor.
El pare de Fiocco, Pietro Antonio Fiocco, ell mateix músic, va deixar Venècia per establir-se a Brussel·les el 1682. Jean-Joseph Fiocco rebre la seva primera educació musical del seu pare, a qui va succeir en 1714 com mestre de capella de Notre Dame du Sablon i Capella Reial. Va renunciar al seu càrrec a Sablon el 1731, deixant-lo amb un parent de la seva segona esposa i les seves funcions a la cort el 1744 .
La seva col·lecció Sacri concentus, "d'un disseny similar al Sacri concerti del seu pare, té una escriptura instrumental més elaborada"; de fet, Jean-Joseph Fiocco va absorbir al llarg del temps les diverses influències musicals (austríac, francès i italià) presents a Brussel·les. Els seus oratoris, escrits per a l'arxiducessa Marie-Elisabeth d'Àustria de la que en fou cap de la capella reial i on tingué alumnes com Pierre van Maldere o Ignaz Vitzthumb, interpretats a Brussel·les entre 1726 i 1739, estan escrits en l'estil italià. El treball que deixa no té parts d'orgue.

## Obres
- Sacri concentus, op. 1 (Amsterdam, nd), per a 4 veus i 3 instruments
- Missa solemnis (1732), per a dues veus i baix continu

## Motets
- O Jesu mi sponse
- Ad torrentem
- Levavi oculos
- Fuge Demon

### Oratoris (tots perduts)
- La tempesta del dolori (1728)
- Els morts vinta sul Calvario (1730)
- Giesu flagellato (1734)
- El transito de San Giuseppe (1737)
- El profezie evangeliche di Isaia (1738)